# Dị thường từ
Trong địa vật lý, dị thường từ là sự biến động cục bộ từ trường của Trái Đất hay thiên thể, do các thay đổi về từ tính hay hóa học của đất đá. Việc thành lập bản đồ dị thường cho một khu vực nhằm phát hiện các cấu trúc bên dưới các lớp vật liệu.
Có một sự tương đối về kích thước dị thường. Các dị thường rộng lớn liên quan đến đối tượng nằm sâu hay trải rộng như các mảng đất đá lớn, gọi là dị thường khu vực (Regional). Các dị thường chiếm diện tích nhỏ hơn là dị thường địa phương (Local). Nhỏ nữa là dị thường cục bộ, có nguồn gốc nằm nông, như do một quả bom chưa nổ gây ra.
Trong Vật lý Địa cầu, nghiên cứu dị thường khu vực, ví dụ các thay đổi từ trường Trái Đất ở dạng dải song song với các sống núi giữa đại dương dưới đáy biển là dấu hiệu quan trọng trong học thuyết tách giãn đáy đại dương, phần trọng tâm của kiến tạo mảng.
Trong Địa vật lý Thăm dò, nghiên cứu dị thường từ là nội dung của thăm dò từ, phục vụ cho lập bản đồ địa chất, tìm khoáng sản đặc biệt là quặng sắt, tìm kiếm dầu khí, tìm nước ngầm, khảo sát địa chất công trình, địa chất môi trường và tai biến tự nhiên, khảo cổ học, tìm vật chìm ở biển, tìm vật chưa nổ (UXO) tại bãi bom mìn do chiến tranh để lại,...
Tại dị thường địa phương như Thạch Khê (tỉnh Hà Tĩnh, Việt Nam) đã xác định được mỏ sắt lớn nhất Đông Nam Á bị phủ bởi đất cát ven biển.
Dị thường lớn nhất thế giới là dị thường Kursk ở nước Nga (Kursk Magnetic Anomaly).

## Đo đạc
Dị thường từ nói chung là một phần nhỏ của từ trường Trái Đất. Từ trường Trái Đất là đại lượng vec-tơ, giá trị toàn phần dao động từ 25.000 đến 65.000 nano Tesla (nT). Để đo dị thường, các máy đo từ, còn gọi là từ kế, phải có độ nhạy nhỏ hơn 10 nT và thường phải định hướng đầu thu, còn gọi là Cảm biến, thích hợp. Có ba loại máy đo từ chính được sử dụng trong đo từ trường Trái Đất:
- Máy đo từ fluxgate được phát triển trong Thế chiến II để phát hiện tàu ngầm. Máy đo thành phần trường dọc theo trục vật lý của đầu thu, do đó đầu thu cần phải được định hướng. Trên mặt đất, đầu thu được định hướng theo phương thẳng đứng, và gọi là đo thành phần Z (của vec-tơ trường từ). Hiện nay máy này ít được dùng.
- Máy đo từ proton còn gọi là Máy đo từ tuế sai proton, đo giá trị toàn phần trường, có độ nhạy cỡ 0,1 - 1 nT, Các máy thế hệ mới dùng từ hóa tần cao thì đạt độ nhạy 0,001 nT. Mỗi lần đo mất cỡ 1-3 giây. Kết quả đo không phụ thuộc định hướng đầu thu, tuy nhiên để có tín hiệu tuế sai mạnh thì trục vật lý của đầu thu cần định hướng gần vuông góc với phương trường. Nó được sử dụng trong hầu hết các cuộc khảo sát mặt đất và máy bay, ngoại trừ đo trong giếng khoan và trong khảo sát đo trường độ phân giải cao.
- Máy đo từ lượng tử còn gọi gọn là Máy đo từ kiểu bơm quang học, trong đó sử dụng hơi kim loại kiềm (thường dùng Rubidi hay Cesium, và do đó gọi gọn là Máy đo từ Rubidi hay Máy đo từ Cesium), có độ nhạy dưới 0,001 nT. Mỗi giây có thể đo vài lần. Máy được sử dụng trên các vệ tinh và trên máy bay.

## Các biến thiên và nhiễu của trường từ Trái Đất
Do tác động của nhiều hiện tượng trong vũ trụ mà từ trường Trái Đất luôn luôn biến đổi. Để thu được giá trị chân thực của dị thường từ, phải xác định và loại bỏ các biến đổi đó ra khỏi giá trị đo. Những biến đổi giá trị trường từ Trái Đất có:
- Biến thiên thế kỷ, là sự thay đổi cực chậm do thay đổi ở lõi ngoài Trái Đất gây ra.
- Biến thiên ngắn hạn, còn gọi là biến đổi trong ngày, có dạng gần tuần hoàn theo giờ, và độ lớn có thể đến 30 nT.
- Nhiễu ngẫu nhiên, đặc biệt là khi có bão từ, độ lớn từ chục nT đến 1000 nT.

Các nghiên cứu Vật lý Địa cầu và Hải dương học có thể lấy số liệu biến thiên từ trường tại các Trạm Quan trắc gần vùng khảo sát nhất. Trong Địa vật lý Thăm dò phải lập trạm quan sát biến thiên (Base Station), bằng cách dùng máy đo đường bộ làm việc ở chế độ tự động đo cỡ 1 lần/phút. Đo đường bộ và đo bằng máy bay phải lập điểm Kiểm tra, để đo tại đó lúc bắt đầu và lúc kết thúc chuyến đo đạc.

## Thu thập dữ liệu

### Đo từ đường bộ
Trong Đo từ đường bộ, còn gọi là đo từ trên mặt đất, phép đo thực hiện tại các điểm đo (Station), nằm cách nhau 10 – 60 m dọc theo các tuyến đo (Line). Máy đo đường bộ hiện được thiết kế có kèm đo tọa độ theo GPS và có bộ nhớ lớn, nên có thể "đến và bấm nút" và có thể đo theo hành trình cong.
Để tránh nhiễu do các vật thể ở mặt đất có từ tính, sắt, niken,... gây ra, đầu thu được lắp vào thanh nhựa và nâng lên cao trên đỉnh đầu người đo máy. Người đo không được cầm theo chìa khóa, dao, la bàn,... Nếu vật gây nhiễu quá lớn thì cần dịch ra đo tại điểm đủ xa nó.

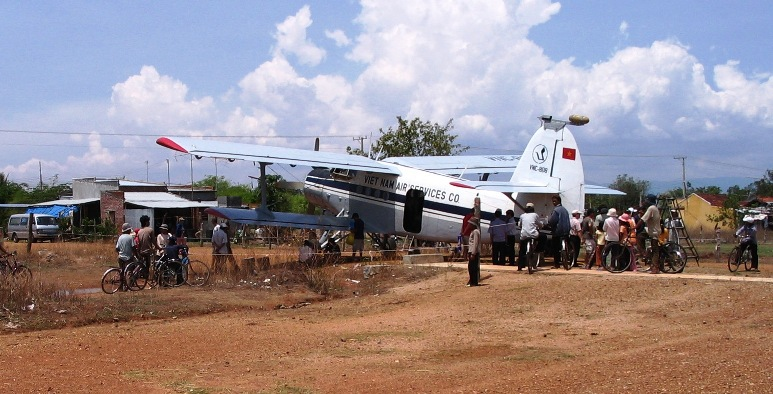
Máy bay AN-2 của VASCO phục vụ đo địa vật lý ở Việt Nam. Đầu đo trường từ lắp ở chỏm cánh đuôi đứng.

### Đo từ bằng máy bay
Trong Đo từ bằng máy bay (Aeromagnetic survey) thì dùng máy bay cánh quạt hoặc trực thăng, bay đo trên đất liền hoặc trên biển. Tùy theo diện tích khảo sát, nhiệm vụ và mức độ chi tiết yêu cầu, mà có những lựa chọn máy bay, số máy đo từ, mạng lưới bay đo khác nhau. Máy bay là vật nhiễm từ, có tác động đến kết quả đo từ trường khác nhau tùy theo phương vị đường bay, nên khi khảo sát phải bố trí các tuyến bay kiểm tra vuông góc với các tuyến chính, và bố trí 1 điểm bay 4 hướng gọi là "bay deviation" để xác định giá trị hiệu chỉnh theo hướng bay.
Trong khảo sát địa chất tổng quát và trong hỗ trợ tìm dầu khí, thì dùng máy bay cánh quạt, bay theo mạng lưới thưa và giữ cố định cao bay ở tầm 100-500m. Ở một số nước như Canada, cơ quan chính phủ đã thực hiện các cuộc khảo sát có hệ thống các khu vực rộng lớn. Tại miền bắc Việt Nam, với sự trợ giúp của Liên Xô cũ, đã hoàn thành đo từ bằng máy bay năm 1960. Tại miền nam Việt Nam, Hải quân Mỹ đã đảm nhận bay đo trên đất liền và thềm lục địa năm 1964.
Trong khảo sát chi tiết và tìm kiếm khoáng sản, thì rất đa dạng các chọn lựa, và thường đo cùng với các phương pháp địa vật lý khác, tạo thành tổ hợp. Vùng đo là vùng núi, nên việc bám giữ độ cao bay nhỏ đòi hỏi trình độ cao của phi công. Các trực thăng có thể bay thấp và bám độ cao tốt, nhưng chi phí bay cao.

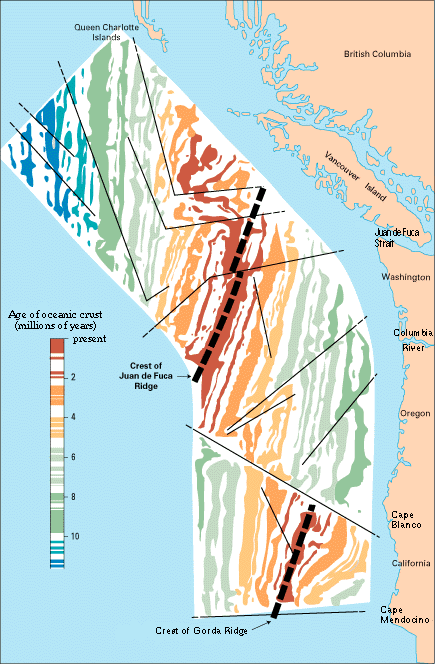
Dị thường từ ở vùng Juan de Fuca và Gorda Ridges, ngoài khơi Bắc Mỹ. Màu biểu thị tuổi (age).

### Đo từ bằng tàu thủy
Đo từ bằng tàu thủy luôn là thành phần trong địa vật lý biển, thực hiện trên tàu biển để nghiên cứu địa chất biển hoặc tìm kiếm khoáng sản.
- Đo ven bờ và trên biển không quá sâu thì đầu thu được làm thành dạng con cá và kéo theo sau tàu vài trăm mét, có kèm các phao nhựa được chỉnh chọn cẩn thận để khi tàu chạy với tốc độ ấn định thì đầu thu nằm ờ độ sâu xác định, cỡ 15m.
- Trên vùng có độ sâu nước lớn như vùng ngoài của thềm lục địa hay trên đại dương, thì dùng đầu thu nước sâu (Deeptow) hoặc đầu thu kéo sát đáy (Submersible), để cho ra độ phân giải cần thiết.[3]
- Các khảo sát chi tiết phân giải cao thì cần đến các giải pháp chuyên môn đặc biệt, ví dụ để dò tìm các cổ vật nằm ở đáy biển thì đo gradient đặt trên phao và dùng tàu có độ nhiễm từ thấp.[4]

## Hiệu đính xử lý dữ liệu
Để thu được số liệu dị thường từ thật sự, cần hiệu đính loại bỏ biến thiên và phần trường bình thường. Bản đồ từ trường bình thường do cơ quan khoa học hữu trách lập và cung cấp.
Số liệu được vẽ thành bản đồ đẳng trị, thực hiện bằng các phần mềm ví dụ như Golden Software's Surfer. Bản đồ náy là tài liệu cơ sở để đánh giá quy mô, nguồn gốc dị thường và các xử lý tiếp theo.

## Đối tượng nghiên cứu
- Thạch quyển
- Thủy quyển
- Trái Đất
- Hành tinh

## Giả tưởng
- Dị thường từ Tycho